# 埃尔特哈多
埃尔特哈多，是西班牙卡斯蒂利亚-莱昂萨拉曼卡省的一个市镇。 总面积21平方公里，总人口154人（2001年），人口密度7人/平方公里。